# 干涉仪类型列表

## 现场和线性干涉仪
- 气楔式剪切干涉仪
- 天文干涉仪 / 迈克尔逊恒星干涉仪
- 经典干涉显微镜
- 共同的道路-浴
- 循环干涉仪
- 衍射光栅干涉仪 （白光）
- 双缝干涉仪
- 双极化干涉仪
- Fabry–Pérot干涉仪
- 菲索干涉仪
- 傅立叶变换干涉仪
- 菲涅耳干涉仪 （例如 菲涅 耳双棱镜 ， 菲涅耳镜或劳埃德镜 ）
- 等色阶干涉仪（FECO）的边缘
- 伽柏全息图
- Gires–Tournois标准具
- 外差式干涉仪 （请参阅外差 ）
- 全息干涉仪
- 贾明干涉仪
- 激光多普勒振动计
- Linnik干涉仪 （显微镜）
- 迈克尔逊的LUPI变体
- Lummer-Gehrcke干涉仪
- 马赫曾德尔干涉仪
- 马丁·普普特干涉仪
- 迈克尔逊干涉仪
- Mirau干涉仪 （也称为Mirau物镜）（显微镜）
- 莫尔干涉仪 （请参见莫尔图案 ）
- 多光束干涉仪 （ 显微镜 ）
- 近场干涉仪
- 牛顿干涉仪 （请参阅牛顿环 ）
- 诺玛斯基干涉仪
- 非线性迈克尔逊干涉仪 /阶跃式迈克尔逊干涉仪
- N缝干涉仪
- 移相干涉仪
- 平面光波电路干涉仪 （PLC）
- 光子多普勒测速仪干涉仪 （PDV）
- 偏振干涉仪 （另请参见Babinet–Soleil补偿器 ）
- 点衍射干涉仪
- 瑞利干涉仪
- Sagnac干涉仪
- Schlieren干涉仪 （相移）
- 剪切干涉仪 （横向和径向）
- Twyman–Green干涉仪
- Talbot–Lau干涉仪
- 沃森干涉仪 （显微镜）
- 白光干涉仪 （另请参阅光学相干断层扫描 ）
- 白光散射板干涉仪 （白光）（显微镜）
- 杨氏双缝干涉仪
- Zernike相衬显微镜

## 强度和非线性干涉仪
- 强度干涉仪
- 强度光学相关器
- 频率分辨光学选通 （FROG）
- 频谱相位干涉法用于直接电场重建 （SPIDER）

## 量子光学干涉仪
- Hong-Ou-Mandel干涉仪 （HOM）（请参阅Hong-Ou-Mandel效应 ）
- 弗兰森干涉仪
- 汉伯里-布朗特维斯干涉仪
- 极化子干涉仪

## 光学外部干涉仪
- 声干涉仪
- 原子干涉仪
- 中子干涉仪
- 拉姆西干涉仪
- 迷你圣杯干涉仪
- Aharonov–Bohm效应
- 干涉式合成孔径雷达 （基于雷达的3-d表面映射）
- 超导量子干涉仪（SQUID）
- White–Juday扭曲场干涉仪

## 参看
- 阿塔卡马大型毫米波阵列